# Karl Vollers
Karl Vollers (født 19. marts 1857, død 5. januar 1909) var en tysk orientalist.
Vollers var først en tid direktør for biblioteket i Kairo, derpå fra 1896 til sin død professor i Jena; hans arbejder behandler alle, med undtagelse af et populært værk om verdensreligionerne i deres historiske sammenhæng, emner fra den arabiske filologi; videnskabelig betydning havde hans påvisning af det vulgærarabiske sprogs ælde og dets indflydelse på Koranens sprogbrug.